# Louny (huyện)
Huyện Louny (tiếng Séc: Okres Louny) là một huyện (okres) nằm trong vùng Ústí nad Labem của Cộng hòa Séc. Huyện Louny có diện tích 1118 km², dân số năm 2002 là 85830 người. Thủ phủ huyện đóng ở Louny. Huyện này có 70 khu tự quản.

## Các khu tự quản
Huyện Louny có 70 khu tự quản sau: